# Ypsonas
Ypsonas (griechisch Ύψωνας Ypsōnas) ist eine Stadtgemeinde (Δήμος Dímos) im Bezirk Limassol in der Republik Zypern. Bei der Volkszählung im Jahr 2021 hatte sie 13.966 Einwohner.

## Name
Es gibt keine historischen Beweise für die Herkunft des Namens Ypsonas. Eine mögliche Hypothese besagt, dass der Name von dem Gips stammt, der in der Gegend seit byzantinischer Zeit existierte. Der Gipsabbau wurde bis in die Neuzeit fortgesetzt.

## Lage und Umgebung

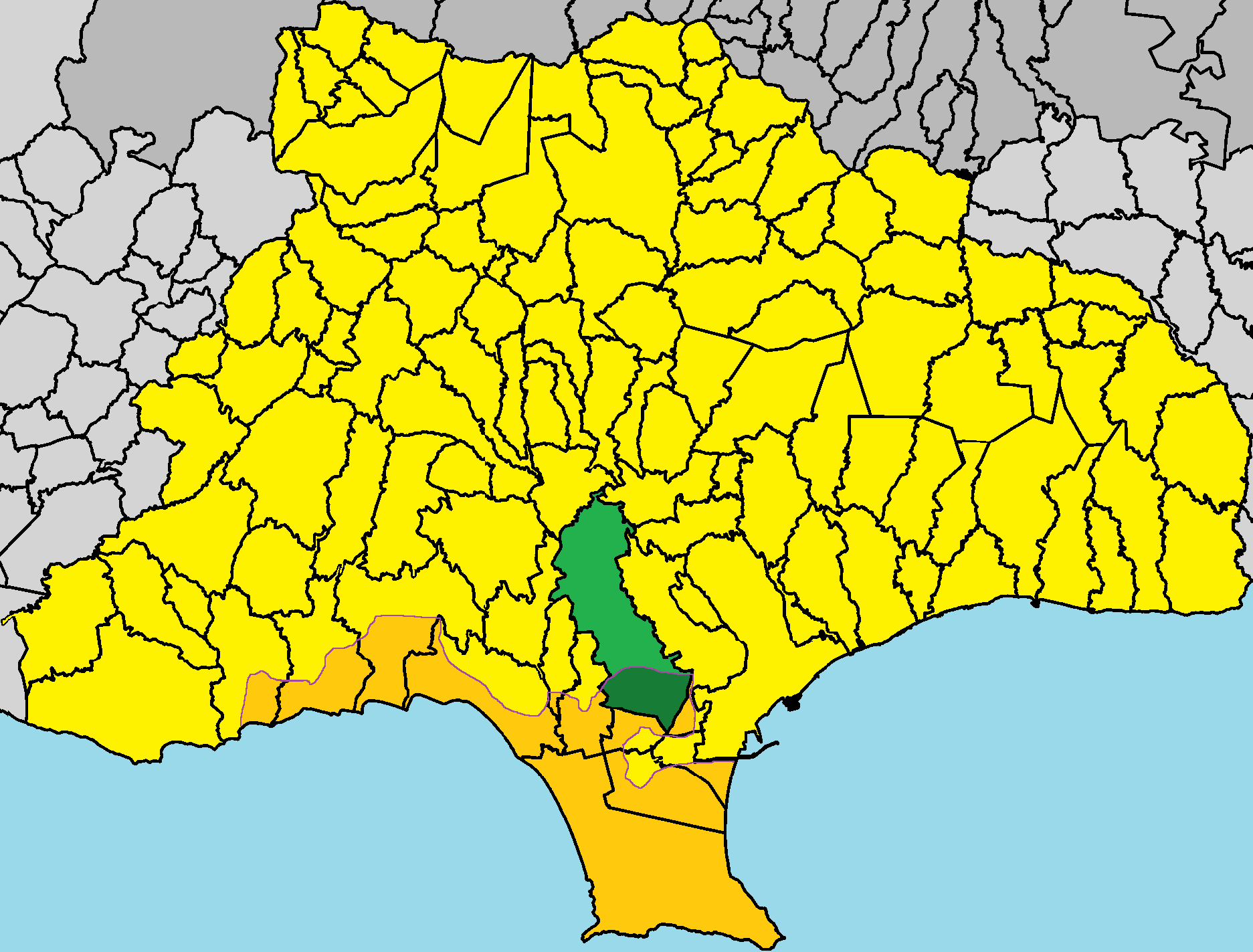
Lage im Bezirk Limassol

Ypsonas liegt im Süden der Mittelmeerinsel Zypern auf einer Höhe von etwa 90 Metern. Das Gebiet der Gemeinde hat ein Gefälle von Nord nach Süd. Die Höhe von 476 Metern an der Nordgrenze fällt bis zur Siedlung auf 90 Meter und an der Südgrenze bis auf 20 Meter ab. Der südliche Teil seines Verwaltungsgebietes fällt unter die britische Militärbasis Akrotiri. Das etwa 32,6644 Quadratkilometer große Dorf grenzt im Osten an Kato Polemidia, im Nordosten an Palodia und Paramytha, im Nordwesten an Alassa, im Westen an Kolossi, Erimi und Kandou und im Süden an Trachoni und Tserkezi.
Ypsonas hat eine jährliche Niederschlagsmenge von 440 cm. Wegen der flach bebauten Industrieflächen in Ypsonas kann die Temperatur im Sommer höher steigen als in der (aufgrund von Gebäuden) schattigen Stadt Limassol. Ypsonas kann aus dem gleichen Grund auch mehr Wind haben als Limassol.

## Geschichte
In der Gegend von Ypsonas wurden antike Überreste gefunden, aber keine größere antike Stadt. Es handelte sich wahrscheinlich um ländliche Siedlungen.
Ypsonas existiert bereits seit dem Mittelalter. Laut Louis de Mas Latrie gehörte Ypsonas während der fränkischen Zeit (1192–1489 n. Chr.) dem König von Zypern. 1426 wurde das Dorf wahrscheinlich durch einen Angriff der Mamluken von Ägypten zerstört. Es wurde jedoch wahrscheinlich 1570 durch die osmanische Eroberung Zyperns zerstört.
Während der Zeit der türkischen Besatzung war Ypsonas ein Bauernhof mit türkischen Agha. 1910, während der britischen Besetzung, wurde Ypsonas zu einem Dorf. In den 1950er Jahren ließen sich die Bewohner des Dorfes Lofou nach und nach in Ypsonas nieder, weil sie Ländereien in der Gegend hatten und zu bestimmten Jahreszeiten in die Gegend zogen, um die dortigen Felder zu bestellen oder zu ernten. Bewohner anderer Nachbardörfer ließen sich ebenfalls in Ypsonas nieder.
In den folgenden Jahrzehnten erlebte das Dorf einen starken Bevölkerungszuwachs, der ab 2012 zur Entwicklung der Gemeinde zu einer Stadt führte. Der Entscheid fiel am 3. Juli 2011 durch eine Volksabstimmung. Im November 2011 wurde Ypsonas zur Stadt erklärt.

### Bevölkerungsentwicklung
| Jahr      | 1881 | 1891 | 1901 | 1911 | 1921 | 1931 | 1946 | 1960  | 1976  | 1982  | 1992  | 2001  | 2011   | 2021   |
| Einwohner | 3    | 4    | 21   | 12   | 167  | 256  | 492  | 1.496 | 2.379 | 3.061 | 4.475 | 6.435 | 11.117 | 13.966 |

## Politik

### Bürgermeister
Die Bürgermeister von Ypsonas waren:
- Aristos Palouzas (2012–2016)[24]
- Pantelis Eftichiou Georgios (ab 2016)[25]

### Gemeindepartnerschaften
Die Gemeinde Ypsonas hat Gemeindepartnerschaften mit:
- Gemeinde Trikala (Griechenland)[26]